# Élégie pour un Américain
Élégie pour un Américain (titre original : The Sorrows of an American) est le quatrième roman de Siri Hustvedt. Publié en 2008 dans sa version originale et dans sa traduction française, ce roman raconte l'histoire d'une famille américaine d'origine norvégienne. Le roman est en partie autobiographique :  Siri Hustvedt étant elle-même d'origine norvégienne; de plus elle utilise de larges passage du journal de  son propre père traitant notamment de la crise économique aux États-Unis et de la guerre du Pacifique.

## Trame
Le fil conducteur du roman est la tentative du narrateur Erik Davidsen et de sa sœur (tous les deux vivant à New York) de dénouer un secret de famille. Élégie pour un Américain est un aller-retour permanent, entre passé et présent, retraçant la vie de la famille Davidsen sur quatre générations.